# Odzun
Odzun (armeană Օձուն) este un oraș din Provincia Lori, Armenia.